# Набережна вулиця (Труханів острів)
На́бережна вулиця — зникла вулиця міста Києва, що існувала в робітничому селищі на Трухановому острові. Пролягала уздовж берега Дніпра від початку забудови та Звенигородської вулиці (в районі теперішнього Пішохідного мосту) до її кінця біля Чорторийської вулиці (приблизно навпроти Іллінської церкви на Подолі).
Прилучалися Київська вулиця, Остерський провулок, Переяславська вулиця, Матвіївський провулок, Матвіївська, Деснянська, Дулібська та Прип'ятська вулиці.

## Історія
Виникла під такою ж назвою 1907 року під час розпланування селища на Трухановому острові. Восени 1943 року при відступі з Києва німецькі окупанти спалили селище на острові, тоді ж припинила існування вся вулична мережа включно із Набережною вулицею.